# Herbst-Salbei
Der Herbst-Salbei (Salvia greggii), auch Pfirsich-Salbei genannt, ist eine Pflanzenart aus der Gattung Salbei (Salvia) innerhalb der Familie der Lippenblütler (Lamiaceae). Sie kommt in Texas und Mexiko vor und wird beispielsweise als sommer- und herbstblühende Zierpflanze verwendet.

## Beschreibung

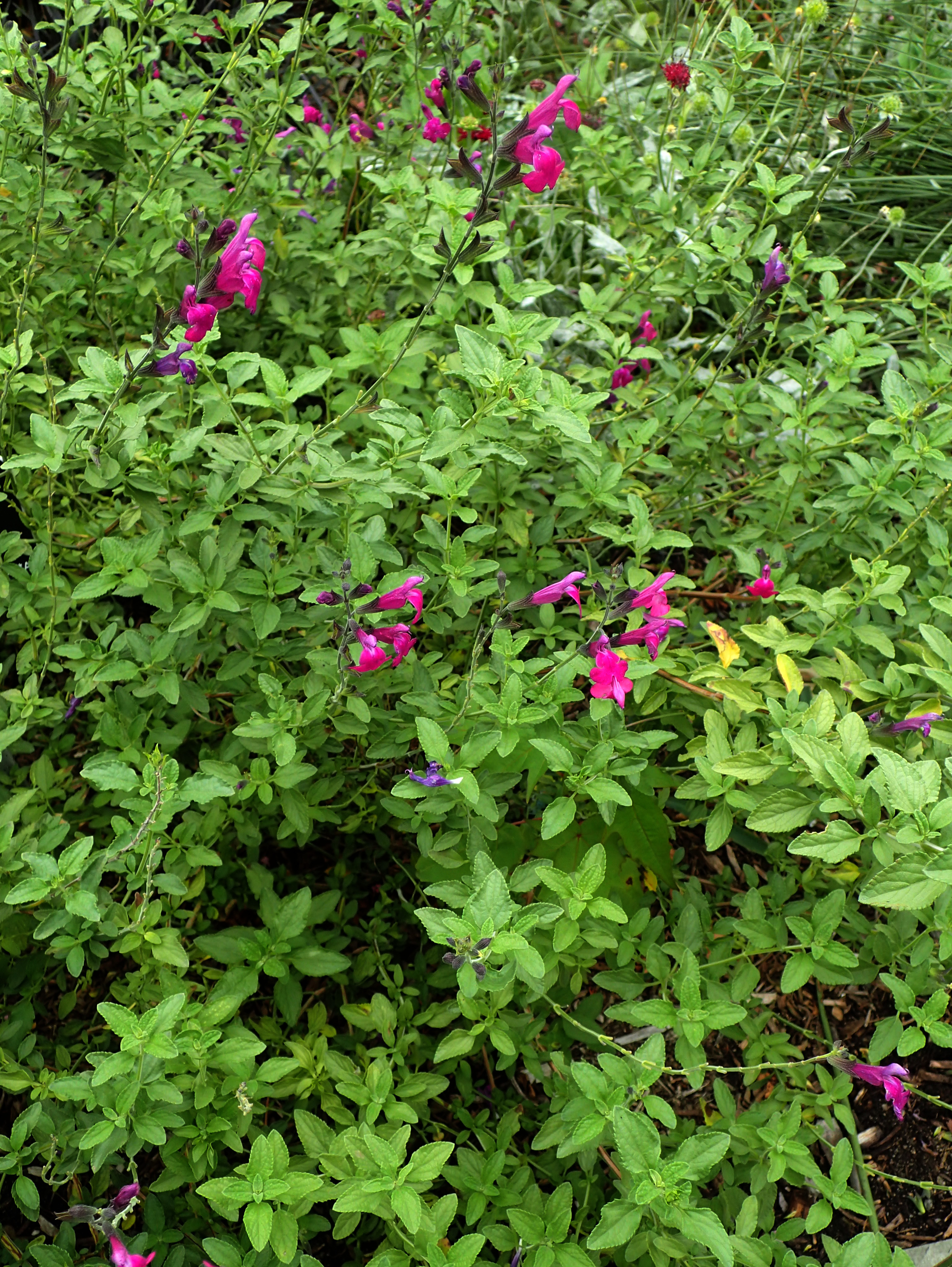
Habitus

### Vegetative Merkmale
Der Herbst-Salbei wächst als buschiger, immer- bis sommergrüner Strauch, der Wuchshöhen von 30 bis 130 Zentimetern erreicht. Die locker verzweigten, dünn drahtigen Stängel wachsen aufrecht bis aufsteigend.
Die gegenständig angeordneten Laubblätter sind in Blattstiel und -spreite gegliedert. Die einfache, kahle, glänzend hellgrüne, ledrige Blattspreite ist bei einer Länge von bis zu 2,5 Zentimetern eiförmig bis länglich mit stumpfem oberen Ende, meist ganzrandig oder mit regelmäßig gesägtem Spreitenrand. Die Laubblätter verströmen einen würzigen Duft.

### Generative Merkmale
Die Blütezeit reicht von Juli bis November. Der end- oder seitenständige, 10 bis 20 Zentimeter lange, aufrechte, lockere traubige Blütenstand besteht aus Scheinquirlen, die jeweils nur zwei Blüten enthalten. Der Blütenstiel ist relativ kurz.
Die zwittrige Blüte ist zygomorph und fünfzählig mit doppelter Blütenhülle. Die Blütengröße und Blütenfarbe sind sehr variabel. Die fünf etwa 15 Millimeter langen Kelchblätter sind glockig verwachsen. Der zweilippige Blütenkelch ist je nach Farbe der Blütenkrone grün bis braunrot. Die fünf 26 bis 32 Millimeter langen Kronblätter zu einer 18 bis 22 Millimeter langen Kronröhre verwachsen. Die Blütenkrone ist bei den Naturformen meist scharlachrot, gelegentlich aber auch rosafarben oder weiß, selten gelb oder violett. Die Blütenkrone endet zweilippig in einer 8 bis 11 Millimeter langen gewölbten Kronoberlippe und einer 13 bis 14 Millimeter langen, breit gefächerten Kronunterlippe.
Es werden kleine Klausenfrüchte gebildet.

### Chromosomensatz
Die Chromosomengrundzahl ist x = 11. Es liegt Diploidie vor, also 2n = 22.

## Ökologie
Die Blüten des Herbst-Salbeis sind ornithophil, werden also von Vögeln bestäubt. Die Blüten sind insbesondere für Kolibris attraktiv, ziehen aber auch Bienen und Schmetterlinge an.

## Vorkommen
Salvia greggii ist im südwestlichen Texas und in den nordöstlichen mexikanischen Bundesstaaten Chihuahua, Coahuila, Nuevo León und San Luis Potosí im Gebirgszug Sierra Madre Oriental verbreitet. Salvia greggii besiedelt dort steinige, trockene, mäßig nährstoffreiche Mineralböden an offenen, sonnigen Standorten in Höhenlagen von 1500 bis 2800 Metern.

## Systematik
Die Erstbeschreibung von Salvia greggii erfolgte 1872 durch den US-amerikanischen Botaniker Asa Gray in Proceedings of the American Academy of Arts and Sciences}, Band 8, S. 369. Der artspezifische Namensteil greggii ehrt den US-amerikanischen Kaufmann und Naturforscher Josiah Gregg (1806–1850), der die ersten Pflanzenexemplare in Texas entdeckt hatte.
Salvia greggii ist eng mit Salvia microphylla verwandt und bildet mit ihr natürliche Hybriden. Diese wurden 1991 vom britischen Botaniker James Compton an einem mexikanischen Bergpass auf einer Höhenlage von 2400 Metern entdeckt. Er nannte die Hybriden Salvia ×jamensis nach dem nächstgelegenen Dorf Jame und beschrieb sie 1994 in der Zeitschrift The Plantsman der Royal Horticultural Society. Die am Fundort vorhandenen Exemplare von Salvia greggii hatten rote, die von Salvia microphylla hell purpurfarbene Blüten. Die aus ihnen hervorgegangenen Hybriden zeigten fast 30 verschiedene Blütenfarben zwischen Karminrot und anderen Rottönen, Orange, Rosa und Gelb. Die Hybriden sind fruchtbar und Grundlage vieler gezüchteter Sorten. In Kultur lässt sich Salvia greggii auch mit Salvia involucrata kreuzen. Diese Hybriden sind aber bei Selbstkreuzung oder Rückkreuzung mit einem der beiden Elternteile unfruchtbar.
Salvia greggii und Salvia microphylla werden der Salvia-Untergattung Calosphace zugeordnet. Diese besteht aus fast 500 in den Amerikas beheimateten Arten, mit Zentren der Artenvielfalt in Mexiko, in der Andenregion, im Süden Brasiliens und in Argentinien.

## Verwendung
Der Herbst-Salbei eignet sich gut als Zierpflanze für geschützte, vollsonnige Standorte in weitläufigen Sommer- und Herbstrabatten sowie für Pflanzkübel. Die Blüten erscheinen meist nicht zahlreich, dafür aber über eine lange Blühperiode vom Hochsommer bis zum ersten Frost. Farblich passt die Pflanze gut zu blauen und lilafarbenen Herbstastern. Der Herbst-Salbei benötigt viel Wärme, volle Sonne und mäßig trockene, durchlässige Erde. Der Salbei ist nur wenig winterhart bis etwa −7 °C (Zone 9a) und sollte daher frostfrei in einem hellen, kühlen Raum überwintert werden, alternativ in Form von bewurzelten Stecklingen.
Es gibt viele Auslesen und Sorten, beispielsweise 'Alba' (weiße Blüte),  'Desert Pastel' (blass apricotfarben mit gelben Streifen), 'Furman's Red' (tiefrot), 'Peach' (lachsfarben) und 'Variegata' (Synonym: 'Desert Blaze', cremeweiße Blattränder, scharlachrote Blüten). Es existieren viele natürliche und gezüchtete Hybriden aus Salvia greggii × Salvia microphylla. Diese werden oft als „Salvia greggii / microphylla-Komplex“ oder unter dem Namen Salvia × jamensis zusammengefasst, beispielsweise Salvia × jamensis 'Golden Girl' und 'La Luna' (beide mit fahlgelber Blüte), 'Hot Lips' (relativ frosthart, weiße obere Kronlippe, weiß-rote untere Kronlippe), 'Javier' (violett) und 'Raspberry Royal' (dunkelrot).
Die Laubblätter des Herbst-Salbeis haben einen kräftig aromatischen Geschmack ähnlich wie Oregano und werden zum Würzen von Bohnengerichten, Eintöpfen und geschmacksintensivem Fleisch verwendet. Das ätherische Öl der Blätter enthält unter anderem Carvacrol, das antibakteriell und entzündungshemmend wirkt.

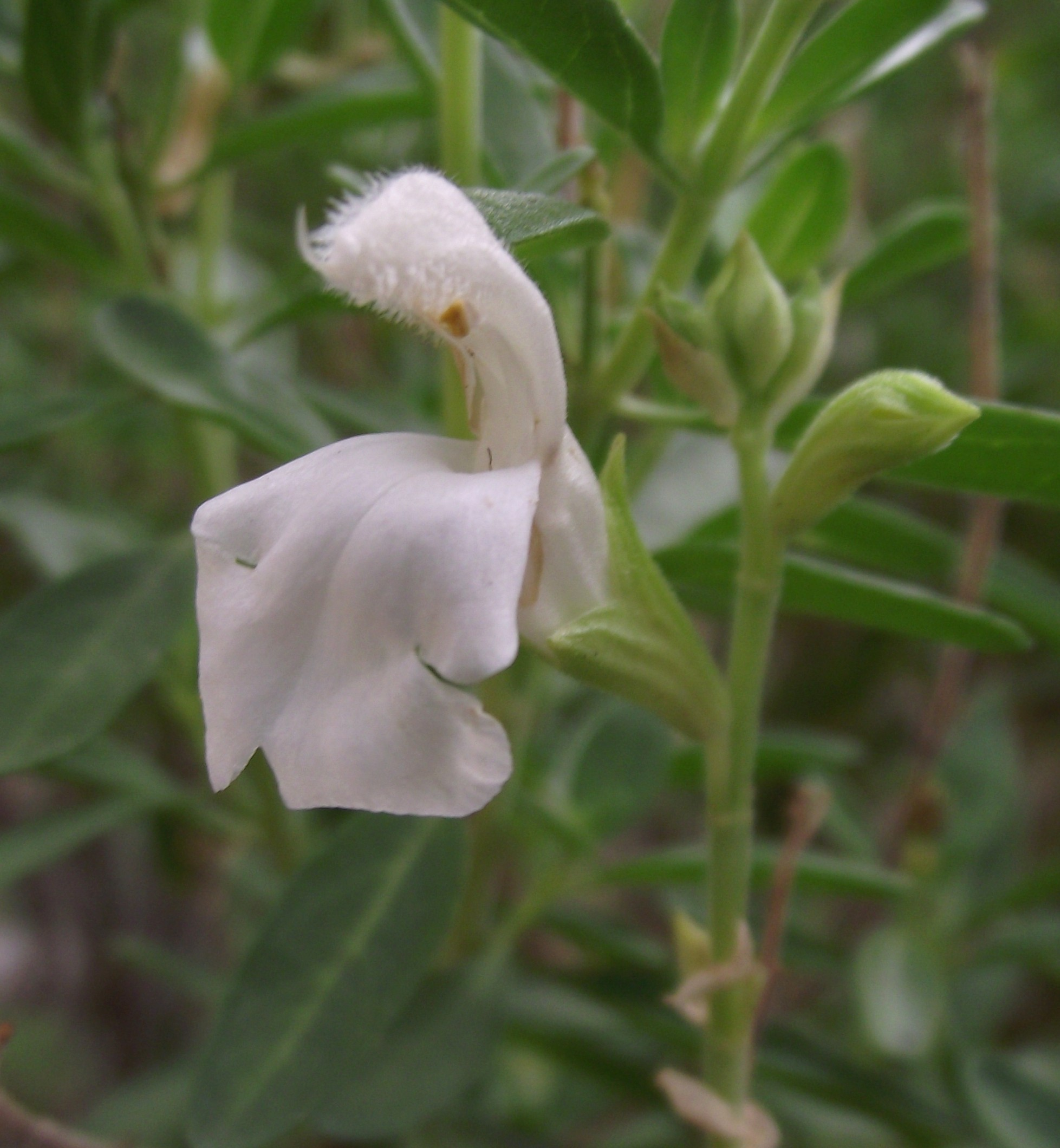
‚Navajo White‘
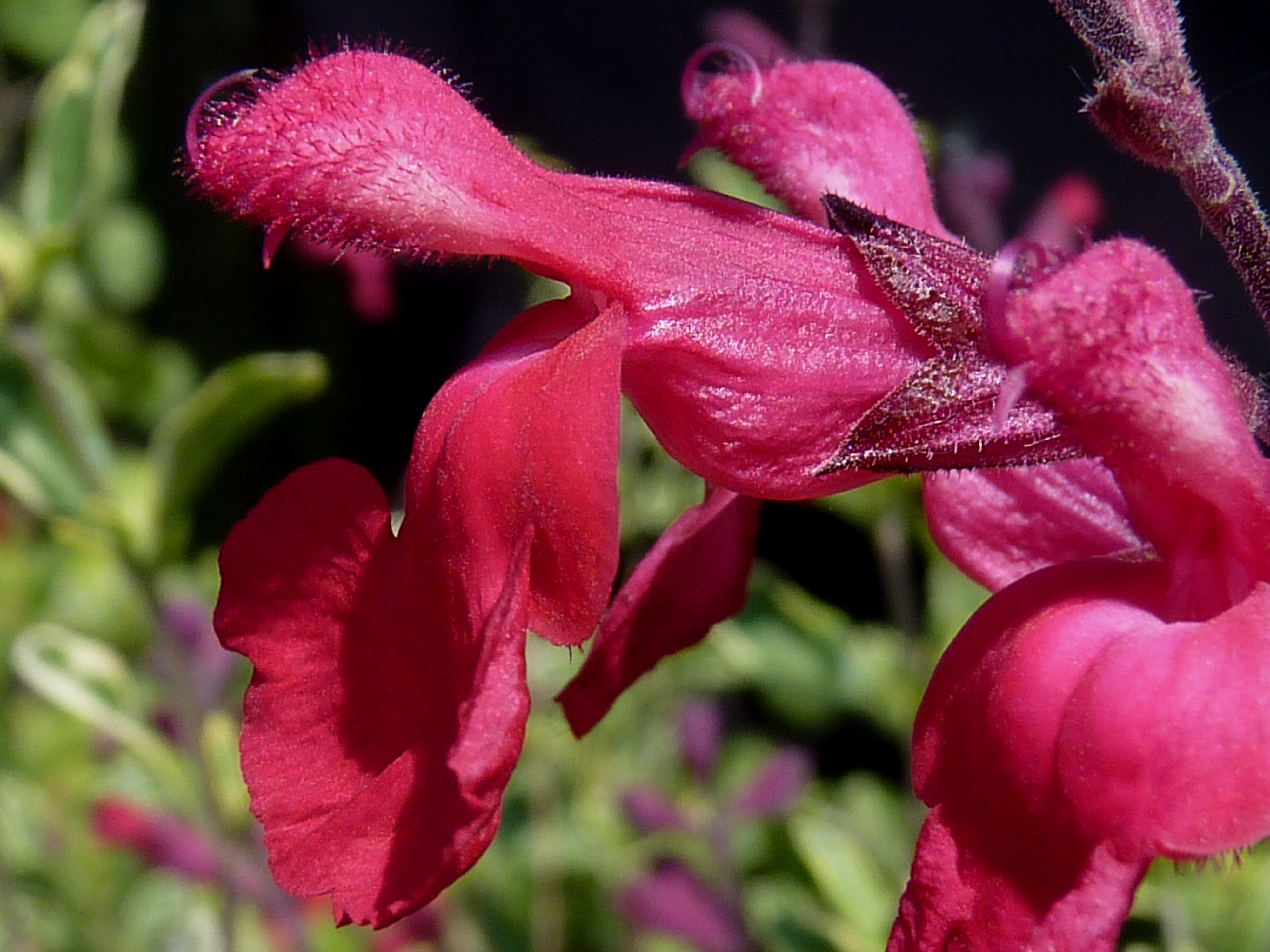
‚Desert Blaze‘
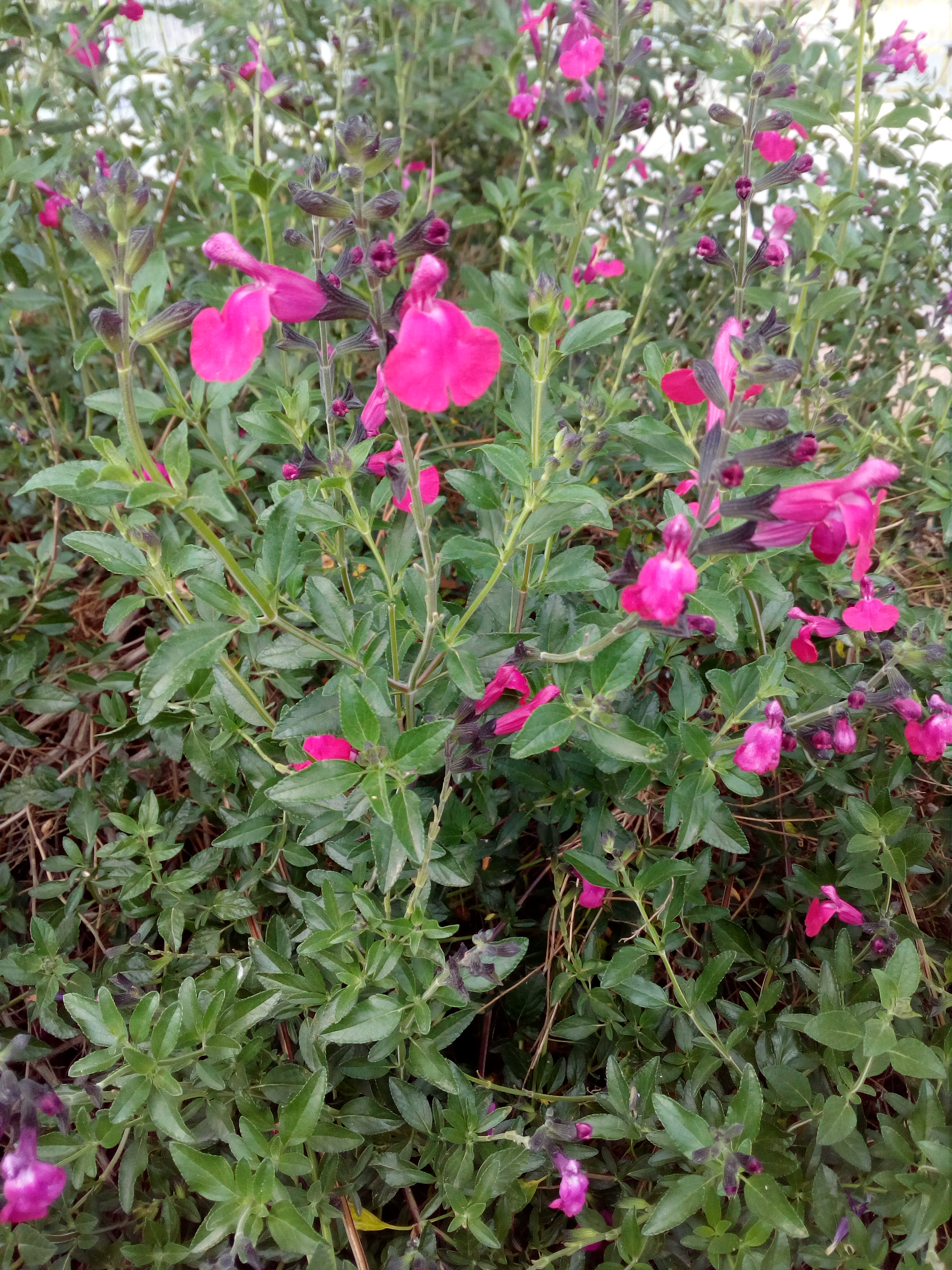
‚Savannah Purple‘
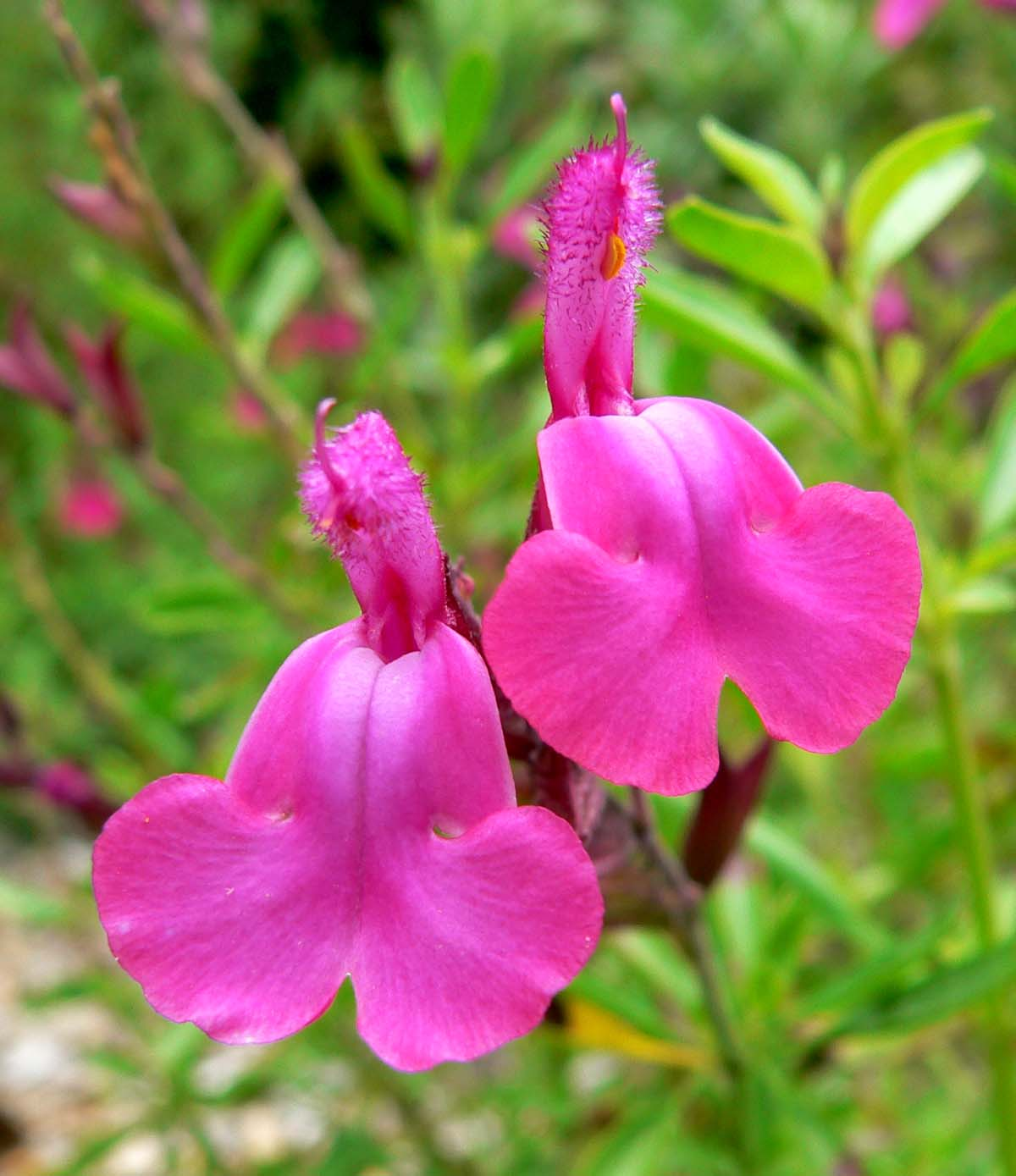
‚Coronado Pink‘
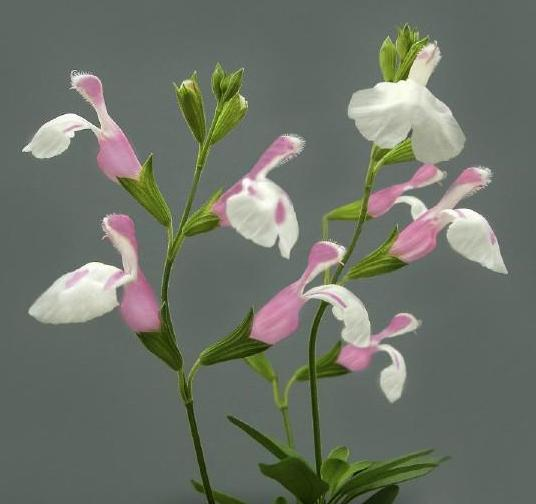
‚Teresa‘
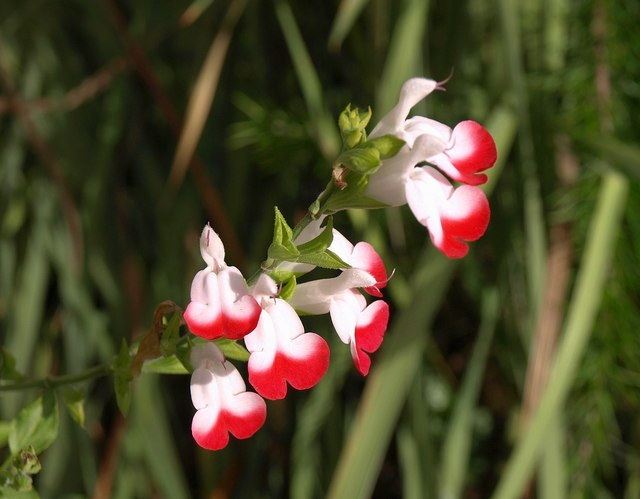
‚Hot Lips‘